# Annette Echikunwoke
Annette Nneka Echikunwoke (Pickerington, 29 de julio de 1996) es una deportista estadounidense que compite en atletismo. Es prima de la actriz Megalyn Echikunwoke.
Participó en los Juegos Olímpicos de París 2024, obteniendo una medalla de plata en la prueba de lanzamiento de martillo.
Estudió Ciencias Actuariales y el máster en Mercadotecnia en la Universidad de Cincinnati.

## Palmarés internacional
| Juegos Olímpicos | Juegos Olímpicos | Juegos Olímpicos | Juegos Olímpicos |
| Año              | Lugar            | Medalla          | Prueba           |
| ---------------- | ---------------- | ---------------- | ---------------- |
| 2024             | París (Francia)  | Medalla de plata | Martillo         |